# Inle
Inle (birm. IPA ʔɪ́ɴlé kàɴ) – jezioro słodkowodne w dystrykcie Taunggyi w birmańskim stanie Szan. Drugie pod względem powierzchni jezioro Mjanmy znajdujące się 800 m n.p.m. Jego głębokość w trakcie pory suchej waha się między 2,1 a 3,7 metrów, lecz w sezonie podwyższa się nawet o półtora metra. Jezioro jest popularną atrakcją turystyczną Birmy, którą obsługuje port lotniczy Heho. Jest siedliskiem kilku endemicznych gatunków ryb, jednak problem ekologiczny stanowi zanieczyszczenie substancjami chemicznymi.

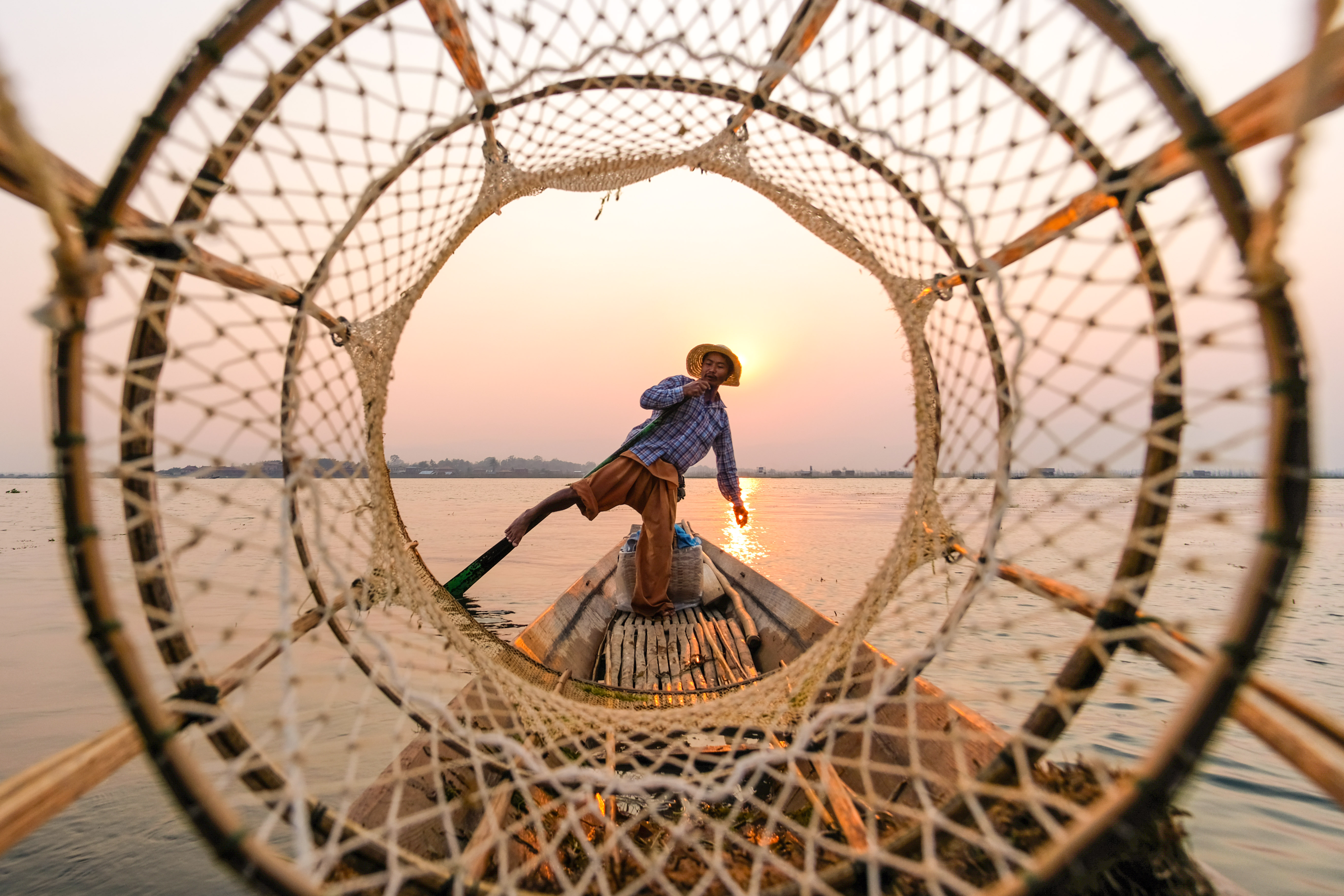
Rybak widziany przez swój koszyk